# نومیر
نومیر (به چکی: Neuměř) یک منطقهٔ مسکونی در جمهوری چک است که در ناحیه دوماژلیتسه واقع شده‌است. نومیر ۴٫۶۶ کیلومتر مربع مساحت و ۱۳۳ نفر جمعیت دارد و ۳۹۲ متر بالاتر از سطح دریا واقع شده‌است.